# Copiopteryx semiramis
Copiopteryx semiramis is een vlinder uit de familie van de nachtpauwogen (Saturniidae).
De wetenschappelijke naam werd gepubliceerd door Pieter Cramer in 1775.

## Ondersoorten
- Copiopteryx semiramis semiramis
- Copiopteryx semiramis gadouorum Lemaire, 1971[2]